# تلفزيون أيه بي سي (أستراليا)
تلفزيون أيه بي سي (بالإنجليزية: ABC Television) هو الاسم العام لخدمات البث الوطنية؛ التي تقدمها هيئة البث الأسترالية (أيه بي سي). حتى إعادة الهيكلة التنظيمية في عامي 2017/2018، كان تلفزيون أيه بي سي أيضًا اسمًا لقسم من أيه بي سي. تم استخدام الاسم أيضًا للإشارة إلى القناة الوطنية الأولى والوحيدة لشبكة أيه بي سي لسنوات عديدة، قبل إعادة تسميتها إلى تلفزيون أيه بي سي، ثم مرة أخرى إلى تلفزيون أيه بي سي.